# Litorhina evanescens
Litorhina evanescens är en tvåvingeart som först beskrevs av Mario Bezzi 1924.  Litorhina evanescens ingår i släktet Litorhina och familjen svävflugor. Inga underarter finns listade i Catalogue of Life.